# Fonds national de péréquation des œuvres sociales
 (décembre 2012).
 (décembre 2012).
Si vous disposez d'ouvrages ou d'articles de référence ou si vous connaissez des sites web de qualité traitant du thème abordé ici, merci de compléter l'article en donnant les références utiles à sa vérifiabilité et en les liant à la section « Notes et références ».
Le Fonds National de Péréquation des Œuvres Sociales (FNPOS)  est un établissement public à caractère industriel et commercial (EPIC) algérien.

## Informations générales
Raison sociale : Fonds national de péréquation des œuvres sociales.
Tutelle : Ministère du Travail, de l’Emploi et de la Sécurité Sociale Algérienne
Forme Juridique : Le FNPOS est un Etablissement public à caractère industriel et commercial (EPIC).
Date de création : Le FNPOS a été créé par la loi no 83-16 du 02/07/1983.
Effectif : 591 personnes, 171 au niveau central et 420 au niveau régional.

## Organisation
On rappellera que l’organisation du Fonds a été définie par la loi, des décrets exécutifs et des arrêtés, plusieurs fois modifiés et complété entre 1983 et 2004 et ce dans le but de parfaire  l’organisation des structures et les modalités de fonctionnement ainsi que de permettre au Fonds, d’assurer la péréquation des œuvres sociales des salariés à travers le territoire national dans les domaines de la promotion et de financement du logement à caractère social, dans de meilleures conditions.
Les principales structures et organes du FNPOS sont :
- Pour les Structures
  - La Direction générale composée de quatre (04) directions centrales et deux (02) cellules.
  - Des antennes régionales au nombre de douze (12) couvrant les quarante huit (48) wilayas (départements).
- Pour les Organes
  - Un conseil d’administration : le FNPOS est administré par un Conseil d’Administration composé de vingt-neuf (29) membres.
  - Une commission centrale AD-HOC
  - Des commissions de wilaya.

## Les missions du Fonds
Le FNPOS a été créé par la loi no 83-16 du 02/07/1983 pour assurer la péréquation des œuvres sociales des salariés à travers le territoire national.
Toutefois, le décret 96-74 a recadré les objectifs du FNPOS, en l’orientant essentiellement vers le financement de la promotion du logement social en faveur des travailleurs salariés.
Rappelons que ce sont les cotisations des travailleurs (tous secteurs confondus, public et privé) qui sont à l'origine des fonds du FNPOS.
Le fameux 1 % logement versé par l'employeur (voir votre fiche de paye).
Ses missions sont :
- Œuvrer pour la promotion du logement à caractère social en faveur des travailleurs salariés.
- Participer au financement des projets entrepris par les organismes et les institutions chargés des œuvres sociales dans le domaine de la promotion du logement à caractère social au profit des travailleurs salariés.
- Mobiliser les sources de financement en faveur de la promotion du logement à caractère social au profit des travailleurs salariés.
- Entreprendre toute action visant à améliorer les conditions d’habitat des travailleurs salariés.
- Entreprendre les études tendant à améliorer les actions menées en direction du développement de l’habitat à caractère social au profit des travailleurs salariés.